# Système éducatif en Angleterre

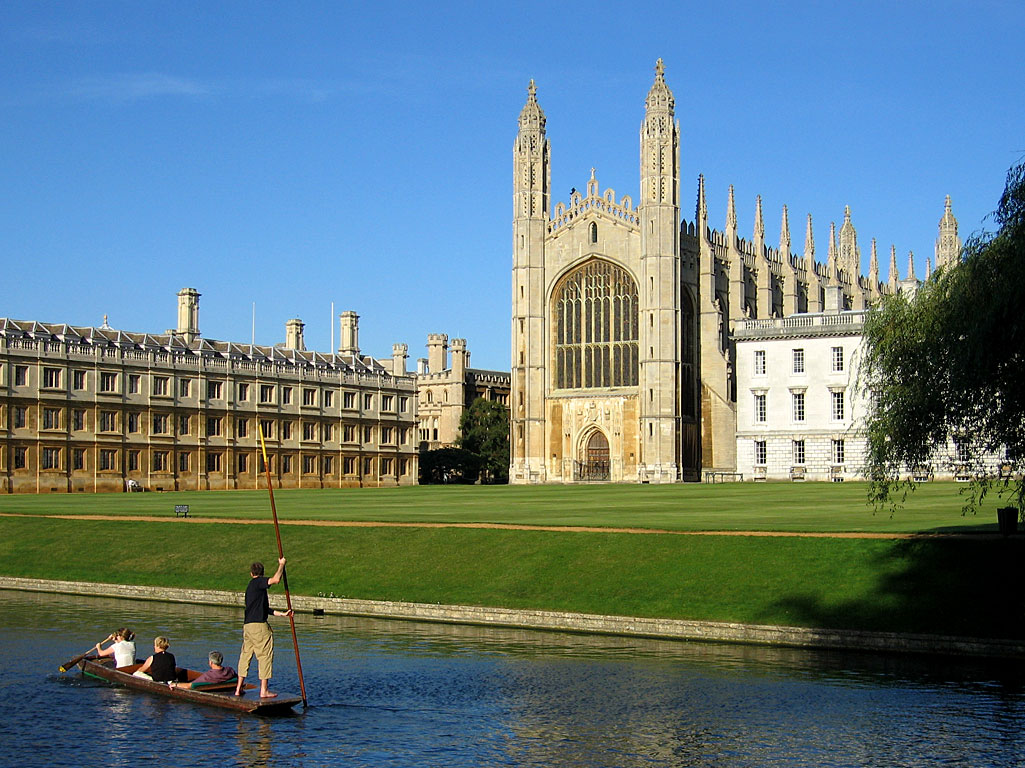
La chapelle du King's College, Université de Cambridge.

Le système éducatif en Angleterre est assez proche des systèmes gallois et écossais. Il se place dans le cadre du système éducatif britannique, dont il abrite les centres d’enseignement supérieur les plus prestigieux : l’Université de Cambridge et l’Université d'Oxford.
L'éducation est obligatoire jusqu'à 16 ans.